# Braize
Braize é uma comuna francesa na região administrativa de Auvérnia-Ródano-Alpes, no departamento Allier. Estende-se por uma área de 21,17 km². Em 2010 a comuna tinha 261 habitantes (densidade: 12,3 hab./km²).